# Nogent-sur-Seine (tổng)
Tổng Nogent-sur-Seine là một tổng của Pháp nằm ở tỉnh Aube trong vùng Grand Est.

## Địa lý
Tổng này được tổ chức xung quanh Nogent-sur-Seine ở quận Nogent-sur-Seine. 

## Hành chính
| Giai đoạn | Ủy viên        | Đảng    | Tư cách |
| --------- | -------------- | ------- | ------- |
| 1992-     | Gérard Ancelin | {{{3}}} |         |

## Các đơn vị hành chính
Tổng Nogent-sur-Seine bao gồm 16 xã với dân số 11 167 người (điều tra năm 1999, dân số không tính trùng).
| Xã                        | Dân số | Mã bưu chính | Mã insee |
| ------------------------- | ------ | ------------ | -------- |
| Bouy-sur-Orvin            | 56     | 10400        | 10057    |
| Courceroy                 | 100    | 10400        | 10106    |
| Ferreux-Quincey           | 337    | 10400        | 10148    |
| Fontaine-Mâcon            | 425    | 10400        | 10153    |
| Fontenay-de-Bossery       | 78     | 10400        | 10154    |
| Gumery                    | 216    | 10400        | 10169    |
| La Louptière-Thénard      | 216    | 10400        | 10208    |
| Marnay-sur-Seine          | 240    | 10400        | 10225    |
| Le Mériot                 | 495    | 10400        | 10231    |
| La Motte-Tilly            | 327    | 10400        | 10259    |
| Nogent-sur-Seine          | 5 963  | 10400        | 10268    |
| Pont-sur-Seine            | 935    | 10400        | 10298    |
| Saint-Aubin               | 537    | 10400        | 10334    |
| Saint-Nicolas-la-Chapelle | 79     | 10400        | 10355    |
| Soligny-les-Étangs        | 180    | 10400        | 10370    |
| Traînel                   | 983    | 10400        | 10382    |

## Thông tin nhân khẩu
| 1962                                                     | 1968  | 1975  | 1982  | 1990   | 1999   |
| -------------------------------------------------------- | ----- | ----- | ----- | ------ | ------ |
| 7 729                                                    | 8 705 | 8 977 | 9 498 | 10 268 | 11 167 |
| Nombre retenu à partir de 1962 : dân số không tính trùng |       |       |       |        |        |